# Swan Song (film, 2021, Benjamin Cleary)
Pour les articles homonymes, voir Swan Song.
Pour le film de 2021 de Todd Stephens, voir Swan Song (film, 2021, Todd Stephens).
Pour plus de détails, voir Fiche technique et Distribution.
Swan Song est un film américain réalisé par Benjamin Cleary, sorti en 2021.

## Synopsis
Dans un futur proche, Cameron Turner est diagnostiqué d'une maladie en phase terminale. Il accepte d'être cloné pour éviter à sa famille d'avoir à supporter son deuil.

## Fiche technique
- Titre : Swan Song
- Réalisation : Benjamin Cleary
- Scénario : Benjamin Cleary
- Musique : Jay Wadley
- Photographie : Masanobu Takayanagi
- Montage : Nathan Nugent
- Production : Mahershala Ali, Rebecca Bourke, Jonathan King, Jacob Perlin, Adam Shulman et Mimi Valdes
- Société de production : Anonymous Content, Apple Studios, Concordia Studio et Know Wonder
- Société de distribution : Apple TV+
- Pays :  États-Unis
- Genre : Drame, romance et science-fiction
- Durée : 112 minutes
- Dates de sortie : 
  - Apple TV+ : 17 décembre 2021

## Distribution
- Mahershala Ali (VF : Daniel Njo Lobé) : Cameron Turner
- Naomie Harris (VF : Annie Milon) : Poppy Turner
- Awkwafina (VF : Célia Rosich) : Kate / Kate Duplicate
- Glenn Close (VF : Frédérique Tirmont) : Dr Jo Scott
- Nyasha Hatendi (en) (VF : Frantz Confiac) : Andre
- Adam Beach (VF : Daniel Lafourcade) : Dalton
- Lee Shorten (VF : Alexandre Nguyen) : Rafa

 Source et légende : version française (VF) sur RS Doublage et carton du doublage français.

## Accueil
Le film a reçu un accueil favorable de la critique. Il obtient un score moyen de 66 % sur Metacritic.